# Hit The Floor
Hit the Floor (en español: «Golpea El Piso») es una canción de la banda estadounidense de rap metal Linkin Park, perteneciente a su álbum Meteora, publicado en 2003.

## Personal
- Chester Bennington - voz
- Mike Shinoda - rapping, sampler
- Brad Delson - guitarra, coros
- Rob Bourdon - batería, coros
- Joe Hahn - disk jockey, sampler, programacíon, coros
- Dave Farrell - bajo eléctrico, coros

- Datos: Q28833097